# Bridge of Oich

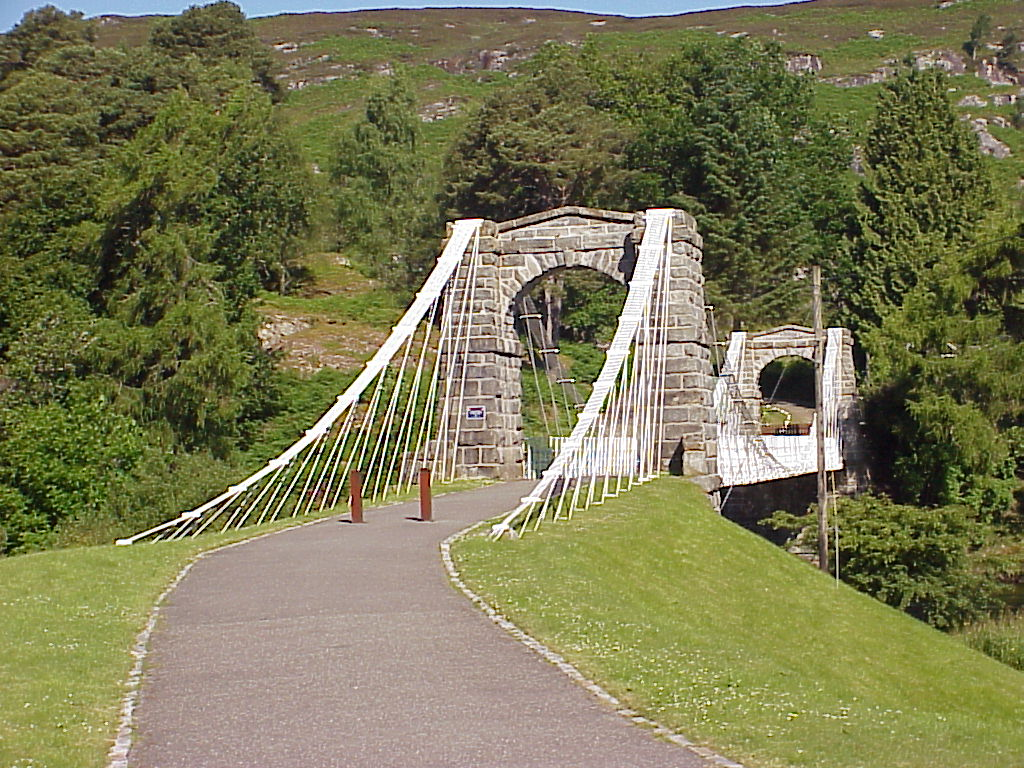
Bridge of Oich

Die Bridge of Oich ist eine 44 Meter lange Kettenbrücke, deren Pfeiler aus Stein bestehen, über den Fluss Oich. Sie liegt südlich von Fort Augustus bei der Ortschaft Aberchalder in den schottischen Highlands.

## Geschichte
1849 zerstörte eine Flut, die durch den Great Glen kam und den Caledonian Canal passierte, die Steinbrücke über den Oich. Für die Wiedererrichtung der Brücke wurden fünf Jahre benötigt, bis diese für den Verkehr geöffnet werden konnte.
Das Design der Eisenbrücke wurde von James Dredge entworfen. Hierzu benutzte der ehemalige Brauer, der zum Ingenieur umschulte, sein patentiertes Kegelzapfen-Prinzip („taper principle“). Um den Fluss zu überqueren, benötigte man eine einzelne, den Fluss überspannende, Brücke. Damit schied eine Steinbrücke aus. Dredges fortschrittliches Design unterschied sich von einer normalen Kettenbrücke, weil ihre Kettenglieder dünner ausgebildet wurden.
Die Brücke half der Highland-Ökonomie auf die Sprünge. Früher wurden Lebensmittel mit Hilfe von Lasttieren über schlechte Feldwege transportiert. Erst der Bau von Straßen und der Bau des Caledonian Canal von Thomas Telford brachte den Verkehr und damit die Wirtschaft voran. Nun gab es dreimal in der Woche einen Postkutschen-Service. Die Brücke wurde durch Woll- und Pferdehändler genutzt. Ebenso kamen die ersten Touristen und jeden Herbst die großen Scharen von Rindern, welche in den Süden zogen. Die größeren Lastschiffe benutzten auf ihrer Reise den Kanal in Richtung Norden Schottlands. Seit 1932 läuft der Straßenverkehr auf der A82 über eine neue Brücke etwa 100 m südlich der alten Hängebrücke.
Die Brücke befindet sich heute in der Obhut von Historic Scotland und steht unter Denkmalschutz (Kategorie A).